# Kypello Kyprou 1938-1939
La Kypello Kyprou 1938-1939 fu la 5ª edizione della coppa nazionale di calcio cipriota. Vide la vittoria finale dell'AEL Limassol, che conquistò il suo primo trofeo.

## Formula
Al torneo parteciparono le sette squadre iscritte alla A' Katīgoria 1938-1939. Erano previsti turni a eliminazione diretta con gare di sola andata da disputare in casa di una delle due squadre, in base al sorteggio; in caso di parità nei 90 minuti erano previsti i supplementari e, in caso di perdurare della parità, la ripetizione della partita.
La formula fu del torneo fu particolare: nonostante il numero ridotto di squadre partecipanti fu disputato un turno preliminare; ciò portò a soli tre quarti di finale che promossero altrettante semifinalista. Di conseguenza una delle finaliste fu decisa per sorteggio.
La finale fu disputata il 13 luglio del 1939 allo Stadio GSP di Nicosia.

## Turno preliminare
La partita è stata disputata il 23 aprile 1939.
| Squadra 1    | Risultato | Squadra 2          |
| ------------ | --------- | ------------------ |
| Lefkoşa Türk | 4 - 0     | Olympiakos Nicosia |

## Quarti di finale
| Squadra 1           | Risultato | Squadra 2    |
| ------------------- | --------- | ------------ |
| EPA Larnaca         | 1 - 3     | AEL Limassol |
| Arīs Salonicco      | 0 - 7     | APOEL        |
| Pezoporikos Larnaca | 2 - 3     | Lefkoşa Türk |

## Semifinali
| Squadra 1    | Risultato | Squadra 2    |
| ------------ | --------- | ------------ |
| AEL Limassol | 2 - 0     | Lefkoşa Türk |
| APOEL        | -         | -            |

## Finale
| Nicosia 16 luglio 1939                                                                                             | AEL Limassol | 3 – 1 referto             | APOEL | Stadio GSP |
| \| \| \| \| \| Panikos Aradipiotis 60’, 63’ Kostas Trimikliniotis 80’ \| Marcatori \| 23’ Likourgos Archontides \| |              |                           |       |            |
| |              |                           |       |            |
| Panikos Aradipiotis 60’, 63’ Kostas Trimikliniotis 80’                                                             | Marcatori    | 23’ Likourgos Archontides |       |            |